# Орден Республики (Молдова)
Орден Республики (рум. Ordinul Republicii) — высшая государственная награда Молдавии за особые заслуги во всех областях деятельности на благо Родины и человечества. По уровню значимости и выплате льгот орден примерно соответствует бывшему званию Герой Советского Союза.
Орден может вручаться как коллективная награда организациям, учреждениям и воинским подразделениям.

## Описание
Изготавливается из серебра и представляет собой восьмиконечную позолоченную звезду. В центре ордена — круг с выступающим позолоченным ободком с изображением герба Молдавии. Фон щита герба — из эмали красного и синего цветов. Диаметр ордена — 45 мм. Крепится с помощью кольца орденской цепи, которая состоит из шести гербов, восьми звёзд и шестнадцати лавровых ветвей. Они чередуются и крепятся между собой кольцами. Цепь застёгивается на застёжку-карабин.

## Вручение и ношение
Орденом Республики удостаиваются граждане Республики Молдова, предприятия, учреждения, организации, творческие коллективы и воинские части. Также могут быть удостоены иностранные граждане и лица без гражданства, предприятия, учреждения, организации и творческие коллективы иностранных государств. Награждение физических лиц может быть произведено также посмертно. Вторичное награждение гражданина орденом Республики (или любой другой государственной наградой) не допускается. Награждение осуществляется указами президента Республики Молдова, которые публикуются. Если награждают президента, церемонию ведёт Президиум Парламента. Физическому лицу, награждённому орденом, присваивается звание кавалера данного ордена.
Лица, награждённые орденом Республики, должны бережно хранить его. Каждый факт награждения орденом вносится в учётную карточку награждённого лица. Кавалеры ордена вправе использовать символы этой награды в качестве составного элемента на личной печати, визитных карточках. Награжденные предприятия, учреждения, организации, творческие коллективы и воинские части имеют право воспроизводить изображение ордена на служебной документации и бланках, а награждённые органы печати — помещать изображение ордена на своих периодических изданиях, помещать увеличенный макет ордена на своих служебных зданиях, в музеях, клубах, дворцах и домах культуры, а также использовать его как элемент оформления при участии в демонстрациях, проведении митингов, торжественных заседаний и других мероприятий.

## Коллективные вручения
1. Винный завод «Cricova»[рум.] (11 октября 2002)[4].
2. Национальный ансамбль народного танца «Joc» (22 августа 2005)[5].
3. Национальный оркестр народной музыки «Lăutarii» (17 декабря 2010)[6]
4. Молдавский государственный университет (30 сентября 2011)[7].
5. Национальная библиотека Республики Молдова (24 августа 2012)[8].
6. Совместное предприятие «Vinaria Purcari» S.R.L (5 октября 2012)[9].
7. Государственный аграрный университет Молдовы (4 октября 2013)[10].
8. Технический университет Молдовы (22 октября 2014)[11].
9. Государственный университет медицины и фармакологии имени Николая Тестемицану (8 октября 2015)[12].
10. Государственный университет физического воспитания и спорта[рум.] (21 апреля 2017)[13].
11. Республиканская клиническая больница имени Тимофея Мошняги (26 декабря 2017)[14].
12. Институт неврологии и нейрохирургии имени Диомида Германа (19 октября 2018)[15].
13. Институт матери и ребёнка (28 ноября 2018)[16].
14. Национальный симфонический оркестр Компании «Teleradio-Moldova» (28 февраля 2020)[17].
15. Общество с ограниченной ответственностью «Orhei-Vit» (6 апреля 2020)[18].
16. Швейная фабрика «Ionel» (23 сентября 2020)[19].
17. s.c. Vinaria Tiganca SRL (17 декабря 2020)[20].
18. Спортивный клуб танца «Codreanca» (14 апреля 2023)[21]
19. Национальный Художественный Музей Молдовы (25 ноября 2024)[22]

## Двукратные награждения
- Ион Унгуряну (2009, 2012) — советский и молдавский актёр и режиссёр, государственный деятель, министр культуры ССР Молдова / Республики Молдова (1990—1994).